# Трапова формація

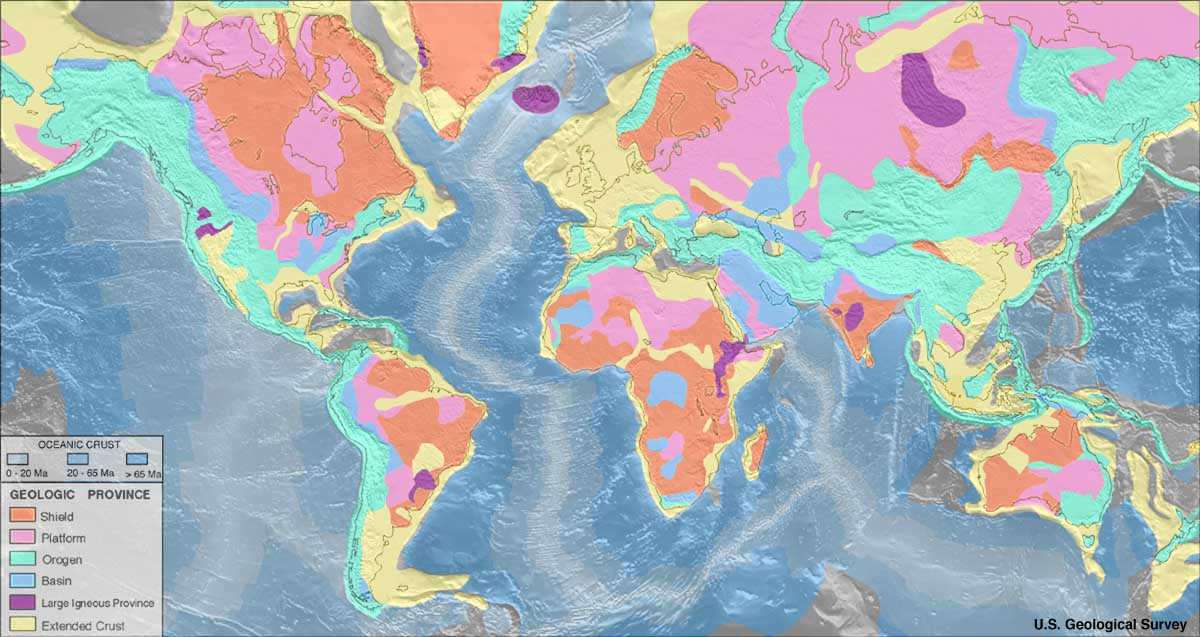
Геологічні провінції світу
за даними Геологічної служби США (USGS)

| Континентальна кора Кристалічні щити Плити Складчасті пояси Осадові басейни Трапові формації Перехідні зони | Океанічна кора Вік: 0–20 млн років 20–65 млн років >65 млн років |

Трапова формація (англ. trapp formation; нім. Trappe-Formation f; від норв. trapp — сходи) — магматична формація, що входить в більшості випадків до складу чохла древніх і молодих платформ і характерна для режиму платформного розвитку складчастих структур.
Магматична діяльність, яка призводить до утворення трапових формацій, має надзвичайно великі масштаби, завдяки чому обсяг виливної магми та інтрузій магматичного матеріалу у верхні шари літосфери досягає 1 млн км³. Для трапових формацій характерне горизонтальне залягання гірських порід у вигляді покривів ефузивів та інтрузивних (субвулканічних) покладів, що асоціюються з континентальними і лагунними осадами, іноді з туфами.

## Поширення
Поширені в Азії на Східносибірському нагір'ї (сибірські) та на півострові Індостан (деканські); у Північній і Південній Америці (по річці Парана); на островах Гренландія та Ісландія; в Африці в зоні Рифтових долин.

## Склад
Гірські породи трапових формацій відрізняються великою одноманітністю, походячи з первинної толеїтової базальтової магми, тобто магми, дещо пересиченої кремнеземом. Загалом представлені долеритами, діабазами, базальтами. Ефузивні породи трапів зазвичай складаються з лабрадору і моноклінного піроксену з невеликою кількістю рудного матеріалу і олівіну (або зовсім без нього). Багато гірських порід містять невелику кількість залишкового скла або кварц-польовошпатових аґреґатів. Інтрузивні породи трапів мають пойкілоофітову, офітову або інтерсертальну (в крайових частинах сілла) структури і складаються з лабрадору і піроксену (піжоніту або авгіту і ромбічного піроксену); в невеликих кількостях в них присутні біотит, рогова обманка, апатит, рудні мінерали (магнетит, ільменіт та інш.) Варіації хімічного складу гірських порід трапових формацій дуже незначні. Головною причиною різноманітності гірських порід служить кристалізаційна диференціація, основним результатом якої є підвищення вмісту заліза в пізніх продуктах кристалізації. У діабаз-пегматитах відзначається підвищений вміст лугів та кремнезему. Останнім часом встановлено, що трапи різних регіонів і різного віку дещо відрізняються один від одного.